# Simfonia núm. 6 (Rosenberg)
La Simfonia núm. 6, Sinfonia semplice, Lyne 135, és una simfonia composta per Hilding Rosenberg l'any 1951. Es va estrenar el 16 de gener del 1952 amb la Gävleborgs orkester-förening, l'actual Orquestra Simfònica de Gävleborg, sota la direcció de Stig Westerberg, al Teatre Municipal de Gävle. Té una durada aproximada de 24 minuts. La va dedicar a la Gävleborgs orkester-förening en el seu 40è aniversari.

## Moviments
- Adagio
- Alla marcia, Allegro
- Recitativo, Allegro (attacca)
- Inno, Allegro moderato

## Origen i context
Durant aquesta època, Rosenberg intensifica la complexitat i la riquesa de detalls, mentre alhora cerca una simplicitat més lúdica. La Sisena Simfonia va rebre el títol significatiu de "Sinfonia semplice", que significa "simfonia simple". A diferència de les dues anteriors, es tracta d'una simfonia purament instrumental, amb una estructura més tradicional, amb un aparell orquestral més petit i transmetent un sentiment més íntim en comparació amb les simfonies anteriors.

## Instrumentació
La Simfonia núm. 2 està escrita per a 2 flautes, 2 oboès, 2 clarinets, 2 fagots - 3 trompes, 2 trompetes, 3 trombons, timbales, percussió i cordes.